# Moholm
Moholm – miejscowość (tätort) w Szwecji, w regionie administracyjnym (län) Västra Götaland, w gminie Töreboda.
Według danych Szwedzkiego Urzędu Statystycznego liczba ludności wyniosła: 647 (31 grudnia 2015), 606 (31 grudnia 2018) i 633 (31 grudnia 2019).